# Ваджихудін Ахмед
Ваджихудін Ахмед (урду وجیہ الدین احمد Wajihuddin Ahmed; нар. 1 грудня 1938) — громадський і політичний діяч, колишній суддя Верховного суду Пакистану, доктор юридичних наук, професор Sindh Muslim Law College; кандидат-фаворит на Президентських виборах Пакистану, що відбудуться 30 липня 2013.